# Múi giờ

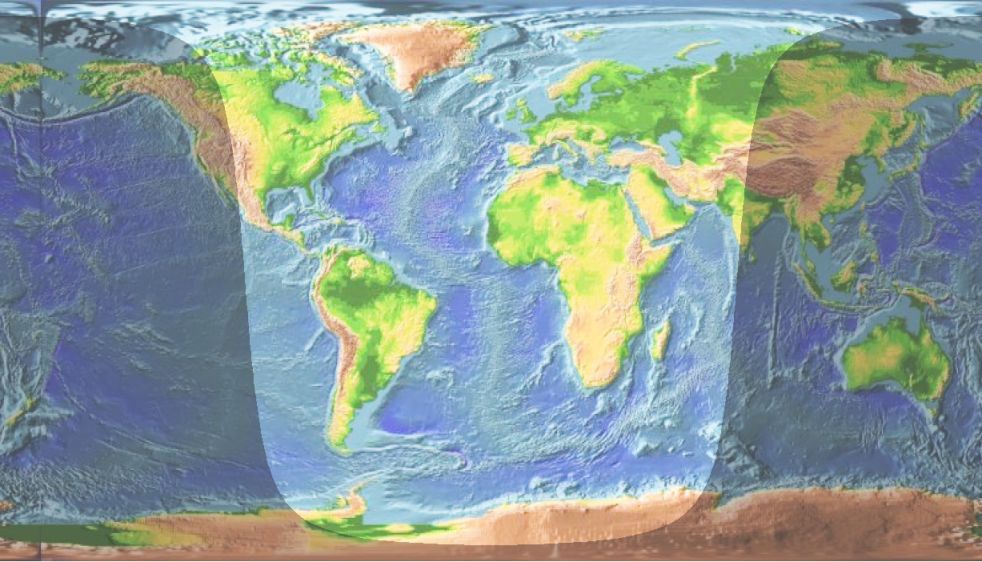
Chênh lệch giờ trên các vùng của Trái Đất trong 1 ngày

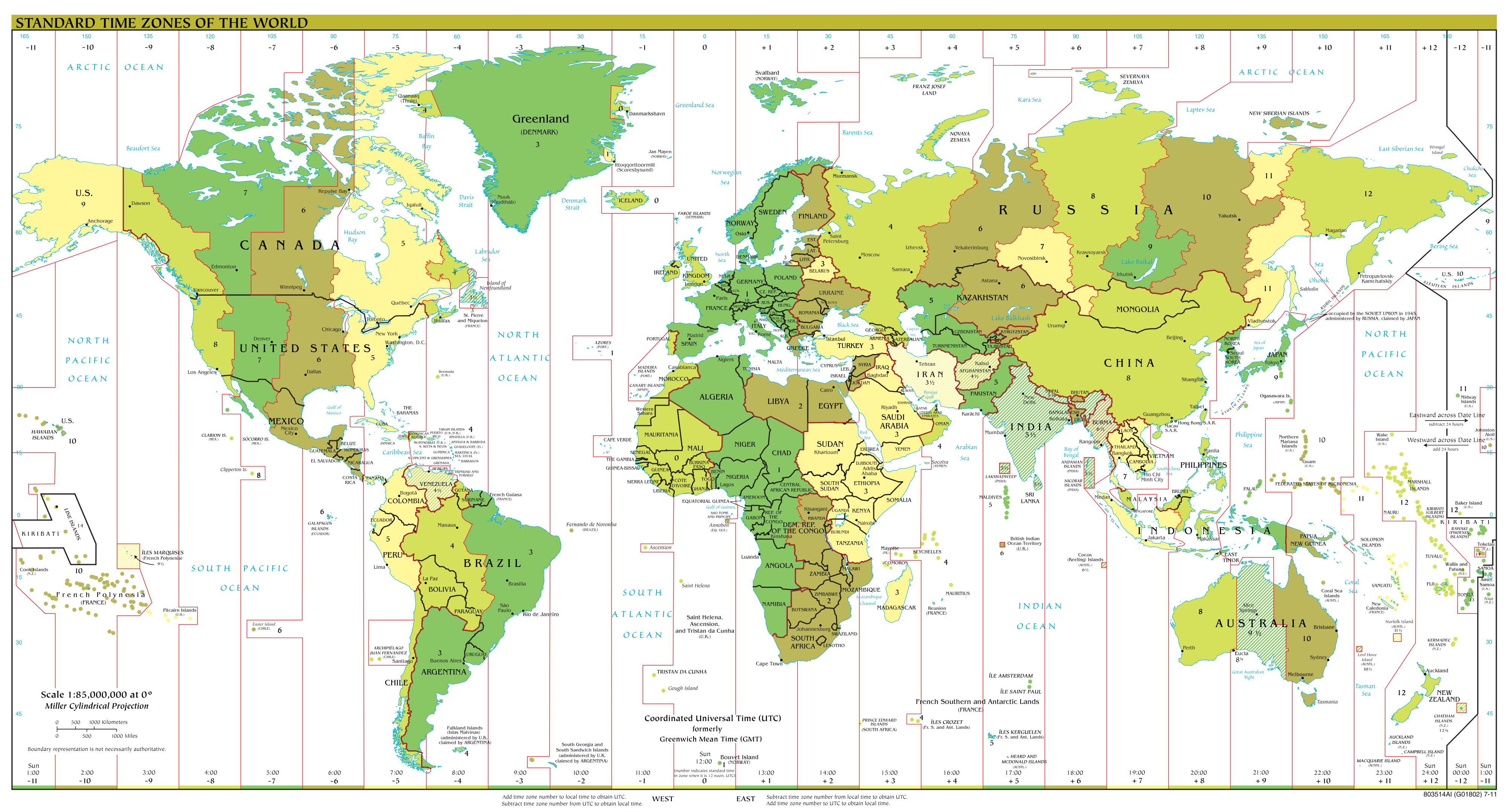
Các múi giờ (chú thích bằng tiếng Anh)

Một múi giờ là 1 vùng trên Trái Đất mà người ta quy ước sử dụng cùng 1 thời gian tiêu chuẩn, thông thường được nói đến như là giờ địa phương. Về lý thuyết, các đồng hồ tại vùng này luôn chỉ cùng 1 thời gian.
Trên Trái Đất, thời gian biến đổi dần từ Đông sang Tây. Tại 1 thời điểm xác định, có vùng đang là buổi sáng, có vùng khác lại đang là buổi tối. Trong lịch sử, người ta dùng vị trí Mặt Trời để xác định thời gian trong ngày (gọi là giờ Mặt Trời), và các thành phố nằm ở các kinh tuyến khác nhau có thời gian trên đồng hồ khác nhau. Khi ngành đường sắt và viễn thông phát triển, sự biến đổi liên tục về giờ giấc giữa các kinh tuyến gây trở ngại đáng kể. Các múi giờ được sinh ra để giải quyết phần nào vấn đề này. Các đồng hồ của từng vùng được lấy đồng bộ bằng thời gian tại kinh tuyến trung bình đi qua vùng. Mỗi vùng như vậy là 1 múi giờ.
Có thể dùng 24 đường kinh tuyến chia bề mặt Trái Đất ra làm 24 phần bằng nhau, giúp cho chênh lệch giờ giữa các múi giờ là 1 giờ, một con số thuận tiện. Tuy nhiên, việc phân chia trên chỉ là cơ sở chung; các múi giờ cụ thể được xây dựng dựa trên các thỏa ước địa phương, có yếu tố quan trọng của việc thống nhất lãnh thổ quốc gia. Do vậy trên bản đồ thế giới, có thể thấy rất nhiều ngoại lệ, và chênh lệch giờ giữa một số múi giờ có thể không bằng 1 giờ.
Mọi múi giờ trên Trái Đất đều lấy tương đối so với Giờ Phối hợp Quốc tế (UTC) (xấp xỉ bằng giờ GMT trong lịch sử) là giờ tại kinh tuyến số 0, đi qua Đài thiên văn Hoàng gia Greenwich, Greenwich, Luân Đôn, Anh.
Một số địa phương có thể thay đổi múi giờ theo mùa. Ví dụ như, vào mùa hè, một số nước ôn đới hoặc gần vùng cực thực hiện quy ước giờ mùa hè (DST), chỉnh giờ sớm lên 1 giờ. Điều này khiến chênh lệch giờ giữa các địa phương thêm phức tạp.

## Lịch sử
Múi giờ đầu tiên trong lịch sử được ngành đường sắt Anh đặt ra vào ngày 1 tháng 12 năm 1847, gọi là múi giờ GMT. Các đồng hồ trong vùng này đều chỉ cùng giờ với đồng hồ đặt tại đường kinh tuyến đi qua Đài thiên văn Hoàng gia Greenwich. Ngày 23 tháng 8 năm 1852, tín hiệu thời gian được truyền lần đầu bằng điện tín từ Đài thiên văn Hoàng gia Greenwich. Đến năm 1855, 98% các đồng hồ công cộng tại nước Anh có cùng giờ GMT, tuy nhiên phải đến ngày 2 tháng 8 năm 1880 thì giờ này mới được chính thức đưa vào luật.
Đến năm 1929, đa số các nước áp dụng các múi giờ chênh nhau 1 giờ. Năm 1950, các múi giờ được ghi kèm thêm chữ cái viết hoa: Z cho múi giờ số 0, A đến M (trừ J) cho các múi giờ phía Đông, N đến Y cho các múi giờ phía Tây.
Trước năm 1967, Việt Nam lấy giờ Bắc Kinh làm chuẩn cho âm lịch. Ngày 8 tháng 8 năm 1967, nước Việt Nam Dân chủ Cộng hòa ban hành đổi lịch dùng múi giờ UTC+07:00 làm chuẩn. Vì thế 2 miền nam bắc Việt Nam đón Tết Mậu Thân 2 ngày khác nhau (miền bắc ngày 29 tháng 1 trong khi miền nam thì ngày 30 tháng 1).
Ngày 1 tháng 1 năm 1972, 1 hội nghị quốc tế về thời gian đã thay GMT bằng Giờ Phối hợp Quốc tế (UTC), được giữ bởi nhiều đồng hồ nguyên tử quanh thế giới. UTC+01:00 được dùng, thay GMT, để tượng trưng cho "thời gian Trái Đất quay". Giây nhuận được thêm hay bớt vào UTC để giữ nó không khác UT1 nhiều quá 0,9 giây.
Hiện nay, Việt Nam dùng múi giờ UTC+07:00.

## Bảng các múi giờ trên Trái Đất
| Độ chênh lệch UTC | Khu vực không sử dụng DST | Khu vực sử dụng DST |
| ----------------- | --- | --- |
| UTC−12:00         | Đảo Baker Đảo Howland | |
| UTC−11:00         | Samoa thuộc Mỹ Đảo Jarvis Rạn san hô Kingman Rạn san hô vòng Midway Niue Rạn san hô vòng Palmyra | |
| UTC−10:00         | Quần đảo Cook Polynésie thuộc Pháp (phần lớn) Rạn san hô vòng Johnston Hoa Kỳ: Hawaii | Hoa Kỳ: Quần đảo Andreanof, Quần đảo Four Mountains, Quần đảo Near, Rat Islands (Quần đảo Aleut, Alaska) |
| UTC-09:30         | Polynésie thuộc Pháp: Quần đảo Marquises | |
| UTC-09:00         | Polynésie thuộc Pháp: Quần đảo Gambier | Hoa Kỳ: Alaska (phần lớn) |
| UTC−08:00         | Clipperton Quần đảo Pitcairn | Canada: British Columbia (phần lớn) México: Baja California Hoa Kỳ: California, Nevada, Oregon (phần lớn), Tiểu bang Washington |
| UTC−07:00         | Canada: British Columbia (đông bắc), Yukon México: Sonora Hoa Kỳ: Arizona (phần lớn) | Canada: Alberta, British Columbia (phần đông bắc), Northwest Territories, Nunavut (phần phía tây) México: Baja California Sur, Chihuahua, Nayarit (phần lớn), Sinaloa Hoa Kỳ: Colorado, Idaho (phần lớn), Montana, New Mexico, Utah, Wyoming |
| UTC−06:00         | Belize Canada: Saskatchewan (phần lớn) Costa Rica Ecuador: Galápagos El Salvador Guatemala Honduras Nicaragua | Canada: Manitoba, Nunavut (miền trung), Ontario (phần tây) Chile: Đảo Phục Sinh México (phần lớn) Hoa Kỳ: Alabama, Arkansas, Illinois, Iowa, Kansas (phần lớn), Louisiana, Minnesota, Mississippi, Missouri, Nebraska (phần lớn), North Dakota (phần lớn), Oklahoma, South Dakota (phần lớn), Tennessee (phần lớn), Texas (phần lớn), Wisconsin                                                                                             |
| UTC−05:00         | Brasil: Acre Canada: Atikokan, Mishkeegogamang, Đảo Southampton Quần đảo Cayman Colombia Ecuador (phần lớn) Jamaica México: Quintana Roo Đảo Navassa Panama Peru | Bahamas Canada: Nunavut (phần phía đông), Ontario (phần lớn), Québec (phần lớn) Cuba Haiti Quần đảo Turks và Caicos Hoa Kỳ: Connecticut, Delaware, District of Columbia, Florida (phần lớn), Georgia, Indiana (phần lớn), Kentucky (phần lớn), Maine, Maryland, Massachusetts, Michigan (phần lớn), New Hampshire, New Jersey, New York, North Carolina, Ohio, Pennsylvania, Rhode Island, South Carolina, Vermont, Virginia, West Virginia |
| UTC−04:00         | Anguilla Antigua và Barbuda Aruba Barbados Bolivia Brasil: Amazonas (phần lớn), Mato Grosso, Mato Grosso do Sul, Rondônia, Roraima Quần đảo Virgin thuộc Anh Canada: Quebec (phần phía đông) Caribe thuộc Hà Lan Curaçao Dominica Cộng hòa Dominica Grenada Guadeloupe Guyana Martinique Montserrat Puerto Rico Saint-Barthélemy Saint Kitts và Nevis Saint Lucia Saint Martin Saint Vincent và Grenadines Sint Maarten Trinidad và Tobago Quần đảo Virgin thuộc Mỹ Venezuela | Bermuda Canada: Labrador (phần lớn), New Brunswick, Nova Scotia, Prince Edward Island Chile (phần lớn) Greenland: Căn cứ không quân Thule Paraguay |
| UTC−03:30         | | Canada: Newfoundland, Labrador (phần đông nam) |
| UTC-03:00         | Argentina Brasil (phần lớn) Chile: Magallanes Quần đảo Falkland Guinée thuộc Pháp Suriname Uruguay | Greenland (phần lớn) Saint-Pierre và Miquelon |
| UTC−02:00         | Brasil: Fernando de Noronha Nam Georgia và Quần đảo Nam Sandwich | |
| UTC-01:00         | Cabo Verde | Greenland: Ittoqqortoormiit Bồ Đào Nha: Açores |
| UTC±00:00         | Burkina Faso Gambia Ghana Greenland: Danmarkshavn Guinea Guinea-Bissau Iceland Ivory Coast Liberia Mali Mauritania Saint Helena, Ascension và Tristan da Cunha Sénégal Sierra Leone São Tomé và Príncipe Togo | Quần đảo Faroe Guernsey Ireland Đảo Man Jersey Bồ Đào Nha (phần lớn) Tây Ban Nha: Quần đảo Canaria Liên hiệp Vương quốc Anh và Bắc Ireland |
| UTC+01:00         | Algeria Angola Bénin Cameroon Cộng hòa Trung Phi Chad Cộng hòa Congo Cộng hòa Dân chủ Congo: Équateur, Kinshasa, Kongo Central, Kwango, Kwilu, Mai-Ndombe, Mongala, Nord-Ubangi, Sud-Ubangi, Tshuapa Guinea Xích đạo Gabon Maroc Niger Nigeria Tunisia Tây Sahara | Albania Andorra Áo Bỉ Bosnia và Herzegovina Croatia Cộng hòa Séc Đan Mạch Pháp (phần thuộc châu Âu) Đức Gibraltar Hungary Ý Kosovo Liechtenstein Luxembourg Malta Monaco Montenegro Hà Lan (phần thuộc châu Âu) Bắc Macedonia Na Uy Ba Lan San Marino Serbia Slovakia Slovenia Tây Ban Nha (phần lớn) Thụy Điển Thụy Sĩ Thành Vatican |
| UTC+02:00         | Botswana Burundi Cộng hòa Dân chủ Congo (phần lớn) Ai Cập Eswatini Lesotho Libya Malawi Mozambique Namibia Nga: Kaliningrad Rwanda Cộng hòa Nam Phi (phần lớn) Sudan Nam Sudan Zambia Zimbabwe | Akrotiri và Dhekelia Bulgaria Cộng hòa Síp Bắc Síp Estonia Phần Lan Hy Lạp Israel Palestine Jordan Latvia Liban Litva Moldova România Transnistria Syria Ukraine (phần lớn) |
| UTC+03:00         | Abkhazia Bahrain Belarus Comoros Djibouti Eritrea Ethiopia Vùng đất phía Nam và châu Nam Cực thuộc Pháp: Các đảo rải rác tại Ấn Độ Dương Iraq Kenya Kuwait Madagascar Mayotte Qatar Nga (phần thuộc châu Âu) Ả Rập Xê Út Somalia Somaliland Cộng hòa Nam Phi: Quần đảo Hoàng tử Edward Nam Ossetia Tanzania Thổ Nhĩ Kỳ Uganda Ukraine: CHND Donetsk, CHND Lugansk, Krym Yemen                                                                                                 | |
| UTC+03:30         | | Iran |
| UTC+04:00         | Armenia Azerbaijan Vùng đất phía Nam và châu Nam Cực thuộc Pháp: Quần đảo Crozet Georgia Mauritius Oman Nga: Astrakhan, Samara, Saratov, Udmurtia, Ulyanovsk Réunion Seychelles Các Tiểu vương quốc Ả Rập Thống nhất | |
| UTC+04:30         | Afghanistan | |
| UTC+05:00         | Vùng đất phía Nam và châu Nam Cực thuộc Pháp: Kerguelen, Đảo Saint-Paul, Đảo Amsterdam Đảo Heard và quần đảo McDonald Kazakhstan: Aktobe, Atyrau, Baikonur, Kyzylorda, Mangistau, Tây Kazakhstan Maldives Pakistan Nga: Bashkortostan, Chelyabinsk, Khantia-Mansia, Kurgan, Orenburg, Perm, Sverdlovsk, Tyumen, Yamalia Tajikistan Turkmenistan Uzbekistan | |
| UTC+05:30         | Ấn Độ Sri Lanka | |
| UTC+05:45         | Nepal | |
| UTC+06:00         | Bangladesh Bhutan Lãnh thổ Ấn Độ Dương thuộc Anh Kazakhstan (phần lớn) Kyrgyzstan Nga: Omsk | |
| UTC+06:30         | Quần đảo Cocos Myanmar | |
| UTC+07:00         | Campuchia Đảo Giáng Sinh Indonesia: Sumatra, Java, Tây Kalimantan, Trung Kalimantan Lào Mông Cổ: Bayan-Ölgii, Khovd, Uvs Nga: Altai, Cộng hòa Altai, Kemerovo, Khakassia, Krasnoyarsk, Novosibirsk, Tomsk, Tuva Thái Lan Việt Nam | |
| UTC+08:00         | Úc: Tây Úc (phần lớn) Brunei Trung Quốc Hồng Kông Indonesia: Nam Kalimantan, Đông Kalimantan, Bắc Kalimantan, Sulawesi, Bali, Tây Nusa Tenggara, Đông Nusa Tenggara Ma Cao Malaysia Mông Cổ (phần lớn) Philippines Nga: Buryatia, Irkutsk Singapore Đài Loan | |
| UTC+08:45         | Úc: Ecula | |
| UTC+09:00         | Đông Timor Indonesia: Maluku, Bắc Maluku, Papua, Tây Papua Nhật Bản Palau Nga: Amur, Sakha (phần lớn), Zabaykalsky CHDCND Triều Tiên Hàn Quốc | |
| UTC+09:30         | Úc: Lãnh thổ Bắc Úc | Úc: Nam Úc |
| UTC+10:00         | Úc: Queensland Guam Micronesia: Chuuk, Yap Quần đảo Bắc Mariana Papua New Guinea (phần lớn) Nga: Jewish, Khabarovsk, Primorsky, Sakha (phần trung đông) | Úc: Lãnh thổ Thủ đô Úc, Lãnh thổ Vịnh Jervis, New South Wales (phần lớn), Tasmania, Victoria |
| UTC+10:30         | | Úc: Đảo Lord Howe |
| UTC+11:00         | Micronesia: Kosrae, Pohnpei New Caledonia Papua New Guinea: Bougainville Nga: Magadan, Sakha (phần phía đông), Sakhalin Quần đảo Solomon Vanuatu | Đảo Norfolk |
| UTC+12:00         | Kiribati: Quần đảo Gilbert Quần đảo Marshall Nauru Nga: Chukotka, Kamchatka Tuvalu Đảo Wake Wallis và Futuna | Fiji New Zealand (phần lớn) |
| UTC+12:45         | | New Zealand: Quần đảo Chatham |
| UTC+13:00         | Kiribati: Quần đảo Phoenix Tokelau Tonga | Samoa |
| UTC+14:00         | Kiribati: Quần đảo Line | |